# 트릭 (1999년 영화)
《트릭》(Trick)은 1999년 공개된 미국의 게이 로맨틱 코미디 영화이다.

## 출연

### 주연
- 토리 스펠링
- 크리스천 캠벨

### 조연
- 존 폴 피톡
- 브래드 베이어
- 레이시 콜
- 케이트 플래너리
- 스티브 헤이스
- 윌 키넌
- 조이 데디오
- 로리 배글리
- 케빈 체임벌린
- 미시 파일
- 클린턴 룹
- 헬런 하프트
- 랠프 콜 주니어

## 기타
- 공동제작: 로버트 호크
- 라인프로듀서: 퍼 멀리타
- 조감독: 대런 골드버그
- 미술: 조디 애즈네스
- 분장부문: 수전 라일리 러헤인
- 분장부문: 타니아 리벌로
- 배역: 수전 숍메이커
- 프로덕션매니저: 퍼 멀리타